# Vilho Niittymaa
Vilho Aleksander Niittymaa, född 19 augusti 1896 i Yläne, död 29 juni 1979 i Helsingfors, var en finländsk friidrottare.
Niittymaa blev olympisk silvermedaljör i diskus vid sommarspelen 1924 i Paris.